# Consell de Ministres d'Espanya (XII Legislatura)

Escut d'Espanya des de 1981

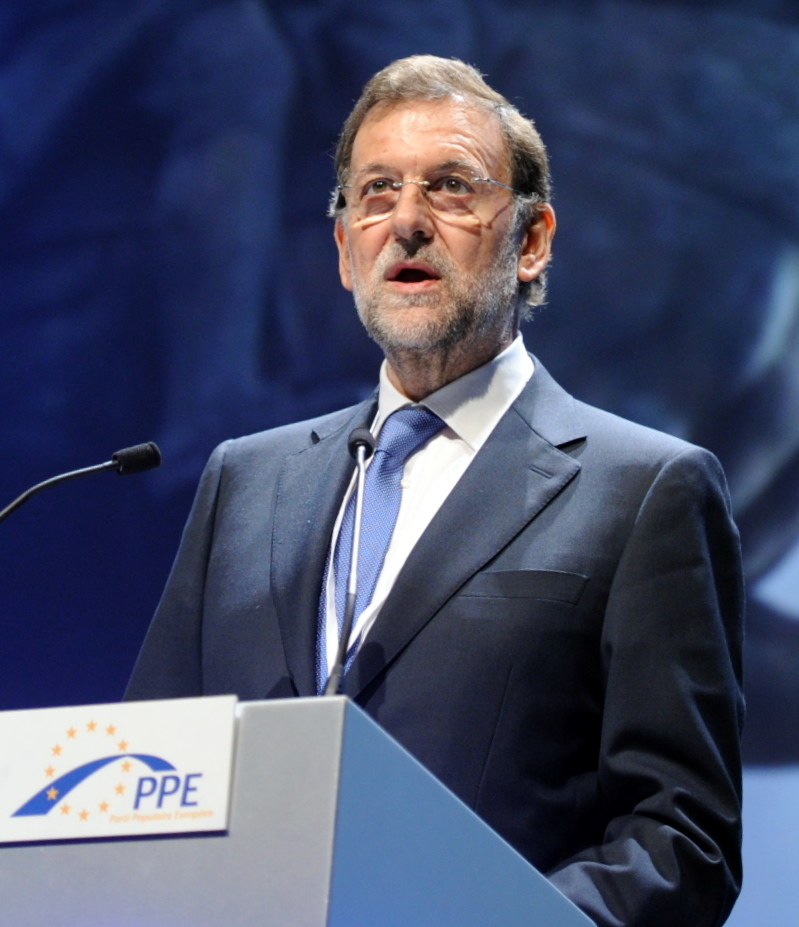
Mariano Rajoy Brey, President del Govern d'Espanya.

El primer Consell de Ministres d'Espanya de la XII Legislatura, o segon govern de Mariano Rajoy, és el Consell de Ministres que fou designat el dia 3 de novembre de 2016 per Mariano Rajoy Brey, president del Govern des que el Partit Popular (PP) guanyà les per majoria simple Eleccions Generals de 2016. Va suposar la fi del govern en funcions del propi Mariano Rajoy que s'hagué de realitzà durant la XI Legislatura.

## Composició
El Congrés dels Diputats va atorgar la confiança a Mariano Rajoy en segona votació el dissabte 29 d'octubre de 2016 amb 170 vots favorables, 111 en contra i 68 abstencions, sent nomenat president del Govern d'Espanya per Felip VI el 31 d'octubre del mateix any. Rajoy va donar a conèixer el nom del seu govern el dia 3 de novembre i juraren o prometeren el seu càrrec l'endemà.

## Estructura
| President del Govern                                                                        | Mariano Rajoy Brey                                                                             |
| Càrrec                                                                                      | Titular                                                                                        |
| ------------------------------------------------------------------------------------------- | ---------------------------------------------------------------------------------------------- |
| Càrrec                                                                                      | 31 d'octubre de 2016                                                                           |
| Vicepresidenta del Govern Ministra de la Presidència i per les Administracions Territorials | Soraya Sáenz de Santamaría                                                                     |
| Ministre d'Afers Exteriors i Cooperació                                                     | Alfonso María Dastis Quecedo                                                                   |
| Ministre de Justícia                                                                        | Rafael Catalá Polo                                                                             |
| Ministre de l'Interior                                                                      | Juan Ignacio Zoido Álvarez                                                                     |
| Ministre d'Economia, Indústria i Competitivitat                                             | Luis de Guindos Jurado (04/11/2016-08/03/2018) Román Escolano Olivares (08/03/2018-07/06/2018) |
| Ministra d'Agricultura i Pesca, Alimentació i Medi Ambient                                  | Isabel García Tejerina                                                                         |
| Ministre d'Energia, Turisme i Agenda Digital                                                | Álvaro Nadal Belda                                                                             |
| Ministra de Sanitat, Serveis Socials i Igualtat                                             | Dolors Montserrat i Montserrat                                                                 |
| Ministre de Foment                                                                          | Íñigo de la Serna Hernáiz                                                                      |
| Ministre d'Hisenda i Funció Pública                                                         | Cristóbal Montoro Romero                                                                       |
| Ministra de Defensa                                                                         | María Dolores de Cospedal García                                                               |
| Ministre d'Educació, Cultura i Esport Portaveu del Govern                                   | Iñigo Méndez de Vigo Montojo                                                                   |
| Ministra d'Ocupació i Seguretat Social                                                      | Fátima Báñez García                                                                            |